# Gran Premio de España de Motociclismo de 2017
El Gran Premio de España de Motociclismo de 2017 fue la cuarta prueba del Campeonato del Mundo de Motociclismo de 2017.
Tuvo lugar el fin de semana del 5 al 7 de mayo de 2017 en el Circuito Permanente de Jerez, situado en la ciudad andaluza de Jerez de la Frontera, España. La carrera de MotoGP fue ganada por Dani Pedrosa, seguido de Marc Márquez y Jorge Lorenzo. Álex Márquez fue el ganador de la prueba de Moto2, por delante de Francesco Bagnaia y Miguel Oliveira. La carrera de Moto3 fue ganada por Arón Canet, Romano Fenati fue segundo y Joan Mir tercero.
Además, la carrera de MotoGP fue la carrera 3000 de la historia, y como las carreras 1, 1000 y 2000, fue ganada por un español.

## Resultados

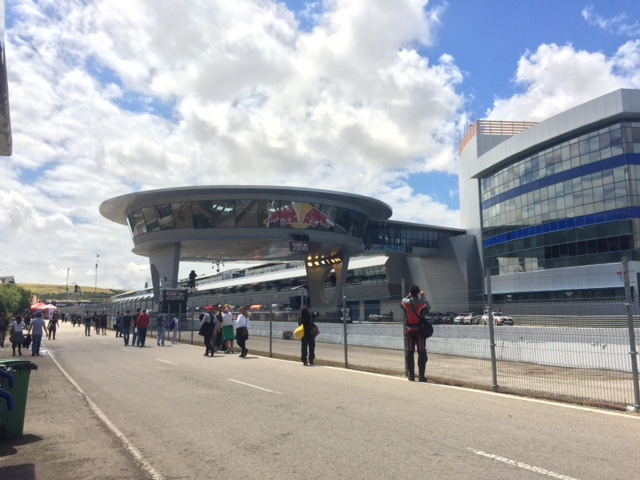
Momento tras los entrenamientos

### Resultados MotoGP
| Pos.    | N.º | Piloto           | Constructor | Vueltas | Tiempo    | Parrilla | Puntos |
| ------- | --- | ---------------- | ----------- | ------- | --------- | -------- | ------ |
| 1       | 26  | Dani Pedrosa     | Honda       | 27      | 45:26.827 | 1        | 25     |
| 2       | 93  | Marc Márquez     | Honda       | 27      | +6.136    | 2        | 20     |
| 3       | 99  | Jorge Lorenzo    | Ducati      | 27      | +14.767   | 8        | 16     |
| 4       | 5   | Johann Zarco     | Yamaha      | 27      | +17.601   | 6        | 13     |
| 5       | 4   | Andrea Dovizioso | Ducati      | 27      | +22.913   | 14       | 11     |
| 6       | 25  | Maverick Viñales | Yamaha      | 27      | +24.556   | 4        | 10     |
| 7       | 9   | Danilo Petrucci  | Ducati      | 27      | +24.959   | 13       | 9      |
| 8       | 94  | Jonas Folger     | Yamaha      | 27      | +27.721   | 9        | 8      |
| 9       | 41  | Aleix Espargaró  | Aprilia     | 27      | +31.233   | 12       | 7      |
| 10      | 46  | Valentino Rossi  | Yamaha      | 27      | +38.682   | 7        | 6      |
| 11      | 45  | Scott Redding    | Ducati      | 27      | +40.979   | 11       | 5      |
| 12      | 8   | Héctor Barberá   | Ducati      | 27      | +43.199   | 21       | 4      |
| 13      | 76  | Loris Baz        | Ducati      | 27      | +43.211   | 20       | 3      |
| 14      | 38  | Bradley Smith    | KTM         | 27      | +47.964   | 16       | 2      |
| 15      | 17  | Karel Abraham    | Ducati      | 27      | +51.279   | 19       | 1      |
| 16      | 22  | Sam Lowes        | Aprilia     | 27      | +1:08.885 | 22       |        |
| 17      | 12  | Takuya Tsuda     | Suzuki      | 27      | +1:27.450 | 23       |        |
| Ret     | 29  | Andrea Iannone   | Suzuki      | 9       | Caída     | 5        |        |
| Ret     | 53  | Esteve Rabat     | Honda       | 9       | Caída     | 18       |        |
| Ret     | 35  | Cal Crutchlow    | Honda       | 5       | Caída     | 3        |        |
| Ret     | 43  | Jack Miller      | Honda       | 5       | Caída     | 10       |        |
| Ret     | 19  | Álvaro Bautista  | Ducati      | 5       | Se retiró | 17       |        |
| Ret     | 44  | Pol Espargaró    | KTM         | 5       | Caída     | 15       |        |
| Fuente: |     |                  |             |         |           |          |        |

### Resultados Moto2
| Pos.    | N.º | Piloto              | Constructor | Vueltas | Tiempo    | Parrilla | Puntos |
| ------- | --- | ------------------- | ----------- | ------- | --------- | -------- | ------ |
| 1       | 73  | Álex Márquez        | Kalex       | 25      | 43:24.350 | 1        | 25     |
| 2       | 42  | Francesco Bagnaia   | Kalex       | 25      | +3.442    | 6        | 20     |
| 3       | 44  | Miguel Oliveira     | KTM         | 25      | +4.958    | 4        | 16     |
| 4       | 54  | Mattia Pasini       | Kalex       | 25      | +6.824    | 5        | 13     |
| 5       | 10  | Luca Marini         | Kalex       | 25      | +6.917    | 11       | 11     |
| 6       | 23  | Marcel Schrötter    | Suter       | 25      | +9.561    | 9        | 10     |
| 7       | 77  | Dominique Aegerter  | Suter       | 25      | +10.266   | 3        | 9      |
| 8       | 12  | Thomas Lüthi        | Kalex       | 25      | +11.594   | 12       | 8      |
| 9       | 68  | Yonny Hernández     | Kalex       | 25      | +19.212   | 22       | 7      |
| 10      | 49  | Axel Pons           | Kalex       | 25      | +19.293   | 10       | 6      |
| 11      | 7   | Lorenzo Baldassarri | Kalex       | 25      | +19.672   | 19       | 5      |
| 12      | 9   | Jorge Navarro       | Kalex       | 25      | +24.487   | 21       | 4      |
| 13      | 55  | Hafizh Syahrin      | Kalex       | 25      | +25.522   | 15       | 3      |
| 14      | 88  | Ricard Cardús       | KTM         | 25      | +26.049   | 18       | 2      |
| 15      | 45  | Tetsuta Nagashima   | Kalex       | 25      | +26.089   | 24       | 1      |
| 16      | 40  | Fabio Quartararo    | Kalex       | 25      | +29.877   | 14       |        |
| 17      | 57  | Edgar Pons          | Kalex       | 25      | +33.799   | 23       |        |
| 18      | 32  | Isaac Viñales       | Kalex       | 25      | +35.196   | 27       |        |
| 19      | 19  | Xavier Siméon       | Kalex       | 25      | +40.950   | 17       |        |
| 20      | 2   | Jesko Raffin        | Kalex       | 25      | +43.165   | 26       |        |
| 21      | 30  | Takaaki Nakagami    | Kalex       | 25      | +43.282   | 8        |        |
| 22      | 87  | Remy Gardner        | Tech 3      | 25      | +47.675   | 28       |        |
| 23      | 47  | Axel Bassani        | Speed Up    | 25      | +48.478   | 30       |        |
| 24      | 22  | Federico Fuligni    | Suter       | 25      | +1:11.416 | 31       |        |
| 25      | 62  | Stefano Manzi       | Kalex       | 25      | +1:15.738 | 32       |        |
| 26      | 5   | Andrea Locatelli    | Kalex       | 24      | +1 vuelta | 25       |        |
| Ret     | 11  | Sandro Cortese      | Suter       | 16      | Caída     | 20       |        |
| Ret     | 97  | Xavi Vierge         | Tech 3      | 16      | Se retiró | 7        |        |
| Ret     | 89  | Khairul Idham Pawi  | Kalex       | 13      | Caída     | 16       |        |
| Ret     | 27  | Iker Lecuona        | Kalex       | 11      | Se retiró | 29       |        |
| Ret     | 21  | Franco Morbidelli   | Kalex       | 8       | Se retiró | 2        |        |
| Ret     | 24  | Simone Corsi        | Speed Up    | 2       | Caída     | 13       |        |
| Fuente: |     |                     |             |         |           |          |        |

### Resultados Moto3

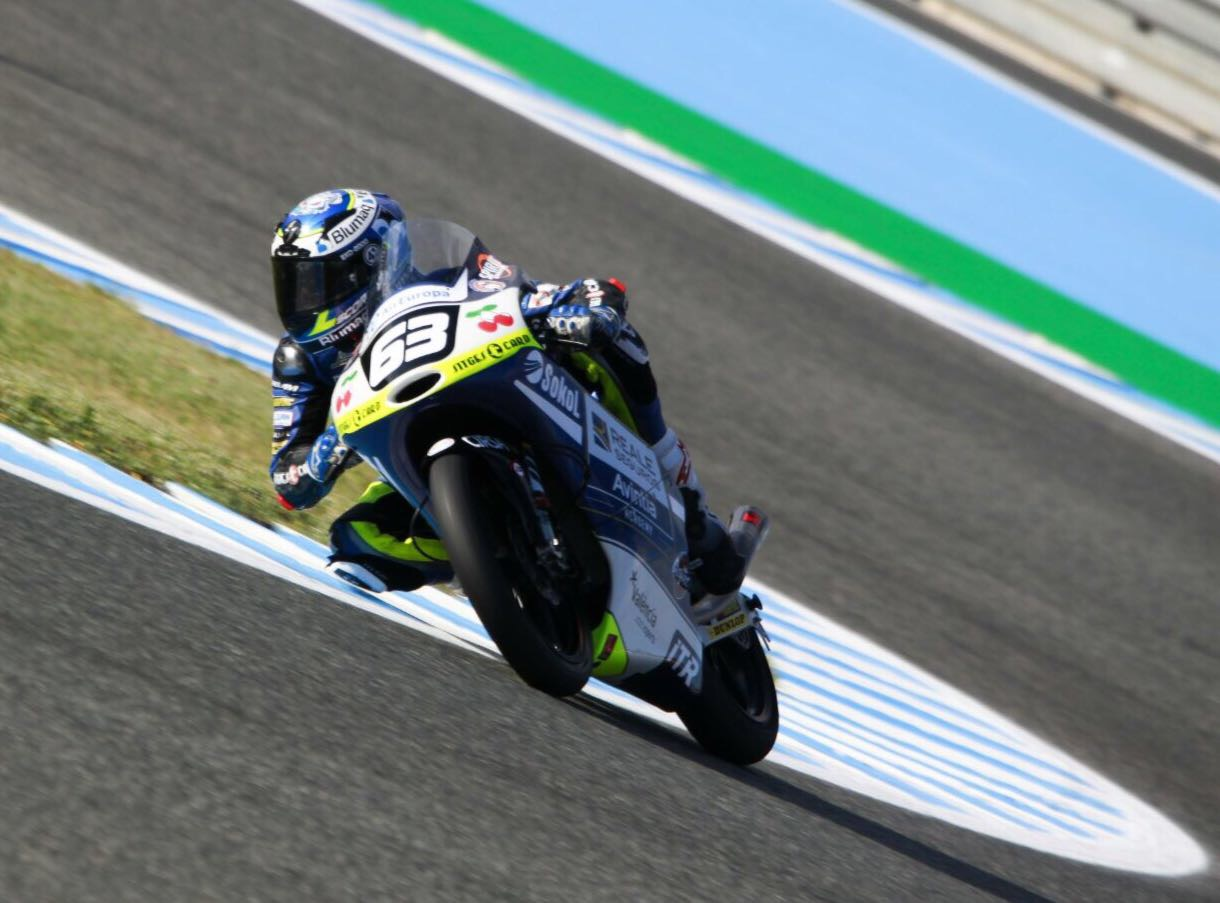
Vicente Pérez

| Pos.    | N.º | Piloto                 | Constructor | Vueltas | Tiempo    | Parrilla | Puntos |
| ------- | --- | ---------------------- | ----------- | ------- | --------- | -------- | ------ |
| 1       | 44  | Arón Canet             | Honda       | 23      | 41:25.706 | 2        | 25     |
| 2       | 5   | Romano Fenati          | Honda       | 23      | +0.031    | 3        | 20     |
| 3       | 36  | Joan Mir               | Honda       | 23      | +0.155    | 9        | 16     |
| 4       | 42  | Marcos Ramírez         | KTM         | 23      | +0.358    | 5        | 13     |
| 5       | 21  | Fabio Di Giannantonio  | Honda       | 23      | +0.946    | 11       | 11     |
| 6       | 16  | Andrea Migno           | KTM         | 23      | +1.162    | 8        | 10     |
| 7       | 8   | Nicolò Bulega          | KTM         | 23      | +1.417    | 4        | 9      |
| 8       | 33  | Enea Bastianini        | Honda       | 23      | +1.456    | 14       | 8      |
| 9       | 88  | Jorge Martín           | Honda       | 23      | +1.961    | 1        | 7      |
| 10      | 58  | Juan Francisco Guevara | KTM         | 23      | +2.000    | 12       | 6      |
| 11      | 64  | Bo Bendsneyder         | KTM         | 23      | +7.431    | 23       | 5      |
| 12      | 95  | Jules Danilo           | Honda       | 23      | +9.958    | 24       | 4      |
| 13      | 19  | Gabriel Rodrigo        | KTM         | 23      | +10.028   | 16       | 3      |
| 14      | 75  | Albert Arenas          | Mahindra    | 23      | +10.665   | 13       | 2      |
| 15      | 71  | Ayumu Sasaki           | Honda       | 23      | +14.062   | 15       | 1      |
| 16      | 11  | Livio Loi              | Honda       | 23      | +20.451   | 18       |        |
| 17      | 27  | Kaito Toba             | Honda       | 23      | +20.699   | 27       |        |
| 18      | 84  | Jakub Kornfeil         | Peugeot     | 23      | +20.836   | 21       |        |
| 19      | 48  | Lorenzo Dalla Porta    | Mahindra    | 23      | +21.624   | 17       |        |
| 20      | 40  | Darryn Binder          | KTM         | 23      | +34.081   | 10       |        |
| 21      | 41  | Nakarin Atiratphuvapat | Honda       | 23      | +37.754   | 30       |        |
| 22      | 23  | Niccolò Antonelli      | KTM         | 23      | +37.799   | 6        |        |
| 23      | 14  | Tony Arbolino          | Honda       | 23      | +37.915   | 28       |        |
| 24      | 6   | María Herrera          | KTM         | 23      | +38.014   | 22       |        |
| 25      | 31  | Raúl Fernández         | Mahindra    | 23      | +57.408   | 31       |        |
| 26      | 4   | Patrik Pulkkinen       | Peugeot     | 23      | +57.494   | 32       |        |
| 27      | 96  | Manuel Pagliani        | Mahindra    | 23      | +1:00.920 | 29       |        |
| Ret     | 17  | John McPhee            | Honda       | 14      | Se retiró | 25       |        |
| Ret     | 12  | Marco Bezzecchi        | Mahindra    | 13      | Se retiró | 26       |        |
| Ret     | 7   | Adam Norrodin          | Honda       | 12      | Caída     | 19       |        |
| Ret     | 24  | Tatsuki Suzuki         | Honda       | 3       | Caída     | 7        |        |
| Ret     | 63  | Vicente Pérez          | KTM         | 1       | Caída     | 20       |        |
| DNS     | 65  | Philipp Öttl           | KTM         |         | No empezó |          |        |
| Fuente: |     |                        |             |         |           |          |        |